# The Pagemaster
The Pagemaster is een Amerikaanse avonturen/fantasiefilm uit 1994, met in de hoofdrollen Macaulay Culkin en Christopher Lloyd. De film is geproduceerd door Turner Pictures en uitgebracht door 20th Century Fox.
De film begint en eindigt met live-action scènes, maar is voor de rest grotendeels een tekenfilm. De live-action scènes werden geregisseerd door Joe Johnston, en de animatiescènes door Maurice Hunt.

## Verhaal
De film draait om Richard Tyler, een jongen die nooit enig risico durft te nemen vanwege zijn kennis van statistieken en de kans op een ongeluk. Zijn ouders proberen tevergeefs hun zoon wat meer moed te geven.
Op een dag stuurt zijn vader Tyler weg om spijkers te halen voor een boomhut. Tyler wordt echter verrast door een zware onweersbui en besluit te schuilen in een verder verlaten bibliotheek, gerund door de excentrieke Mr. Dewey. Deze probeert hem uit alle macht een bibliotheekkaart te geven en hem wat boeken aan te raden, maar Tyler wil alleen maar zijn ouders bellen. Mr. Dewey wijst hem op een telefoon aan het einde van de hal. Op weg naar de telefoon glijdt Tyler uit over wat water op de grond, valt hard op de grond, en verliest het bewustzijn.
Wanneer hij weer bijkomt, ziet hij hoe een schilderij op het plafond van de bibliotheek opeens begint te smelten en verandert in een stroom van verf die alles in de bibliotheek, inclusief Tyler, verandert in een animatie. Tyler wordt benaderd door een man die zichzelf de Pagemaster noemt. Deze vertelt hem dat hij “de uitgang” moet vinden om terug te komen in de echte wereld.
Wat volgt is een reis door landschappen gebaseerd op de verhalen The Strange Case of Dr Jekyll and Mr Hyde, Moby Dick, en Schateiland. Tyler wordt bijgestaan door drie antropomorfe boeken, die de genres “avontuur”, “fantasy” en “horror” symboliseren. Gedurende de reis volgt de groep een bordje met de tekst “uitgang”, dat steeds in de verte zichtbaar is.
Uiteindelijk bereikt de groep de Pagemaster weer, die Tyler vertelt dat dit alles slechts een test was om hem zijn angsten te doen overwinnen. Dan wordt Tyler gewekt door Mr. Dewey, en blijkt alles wat hij heeft meegemaakt een droom te zijn geweest die hij had terwijl hij bewusteloos was. Ondanks dat het niet echt was, heeft Tyler er wel zijn lesje door geleerd. Hij keert met een nieuwe kijk op het leven huiswaarts.

## Rolverdeling
| Acteur            | Personage                                                | Opmerkingen |
| ----------------- | -------------------------------------------------------- | ----------- |
| Macaulay Culkin   | Live-action Richard Tyler/getekende Richard Tyler (stem) |             |
| Christopher Lloyd | Mr. Dewey/The Pagemaster (stem)                          |             |
| Ed Begley jr.     | Alan Tyler                                               |             |
| Mel Harris        | Claire Tyler                                             |             |
| Patrick Stewart   | Adventure (stem)                                         |             |
| Whoopi Goldberg   | Fantasy (stem)                                           |             |
| Frank Welker      | Horror (stem)                                            |             |
| Leonard Nimoy     | Dr. Jekyll en Mr. Hyde (stem)                            |             |
| George Hearn      | kapitein Ahab (stem)                                     |             |
| Jim Cummings      | Long John Silver (stem)                                  |             |
| Phil Hartman      | Tom Morgan (stem)                                        |             |
| Ed Gilbert        | George Merry (stem)                                      |             |
| B.J. Ward         | The Queen of Hearts (stem)                               | Cameo       |
| Dorian Harewood   | Naamloze piraat                                          |             |
| Richard Erdman    | Naamloze piraat                                          |             |
| Fernando Escandon | Naamloze piraat                                          |             |
| Robert Picardo    | Naamloze piraat                                          |             |

## Achtergrond

### Productie
De productie van The Pagemaster nam drie jaar in beslag. De animatie werd geproduceerd door Turner Feature Animation, onder leiding van David Kirschner. De tekenaars die aan de film meewerkten hadden eerder al meegewerkt aan films als An American Tail, The Land Before Time, en Aladdin. The Pagemaster was een van de eerste films die live-action, traditionele animatie en computeranimatie combineerden.
Alle boeken die in de film aan bod komen, bevonden zich ten tijde van de productie reeds in het publiek domein, daar ze voor 1 januari 1923 voor het eerst waren gepubliceerd.
De titelsong van de film is "Dream Away", gezongen door Babyface en Lisa Stansfield.
Veel van de castleden van de film hadden eerder meegespeeld in series of films uit de Star Trek-franchise (Patrick Stewart als Jean-Luc Picard, Whoopi Goldberg als Guinan, Leonard Nimoy als Mr. Spock, Robert Picardo als de dokter, Christopher Lloyd als Kruge in Star Trek III: The Search for Spock, Ed Begley jr. als Henry Starling in twee afleveringen van Star Trek: Voyager, George Hearn als Dr. Berel in een aflevering van Star Trek: The Next Generation, en B. J. Ward als verschillende personages in Star Trekcomputerspellen). Componist James Horner was bovendien ook componist voor Star Trek II: The Wrath of Khan en Star Trek III: The Search for Spock.

### Uitgave en ontvangst
De film was een coproductie tussen 20th Century Fox en Turner Pictures. Fox nam de Amerikaanse uitgave van de film voor zijn rekening en Turner de rest van de wereld.
De film bracht in de bioscopen $13.670.688 op. De film bracht tevens veel merchandising met zich mee, zoals T-shirts en computerspellen. De film werd op VHS en dvd uitgebracht door 20th Century Fox Home Entertainment.
De reacties van critici waren niet altijd even positief.